# Station Cibatu
Cibatu is een spoorwegstation in Garut in de Indonesische provincie West-Java.

## Bestemmingen

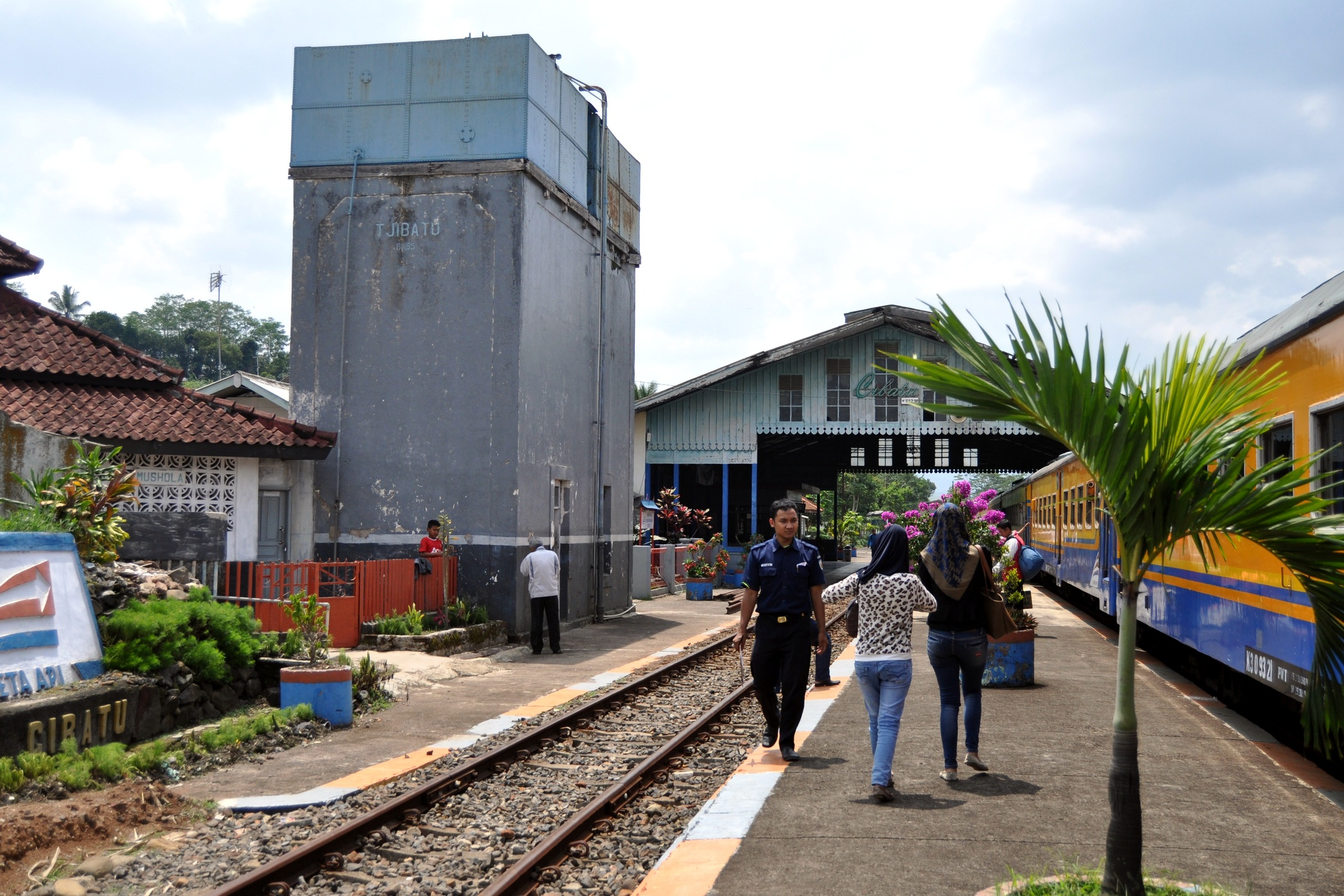
Het station van Tjibatu, 2014

- Rancang Geulis: naar Station Padalarang
- Serayu: naar Station Jakarta Kota en Station Kroya
- Simandra: naar Station Purwakarta
- Kahuripan: naar Station Padalarang en Station Kediri
- Pasundan: naar Station Bandung Kiaracondong en Station Surabaya Gubeng
- Kutojaya Selatan: naar Station Bandung Kiaracondong en Station Kutoarjo